# Брушане
44°29′ пн. ш. 15°16′ сх. д. / 44.49° пн. ш. 15.27° сх. д.
Брушане (хорв. Brušane) — населений пункт у Хорватії, у Лицько-Сенській жупанії у складі міста Госпич.

## Населення
Населення за даними перепису 2011 року становило 134 осіб.
Динаміка чисельності населення поселення:

## Клімат
Середня річна температура становить 7,07 °C, середня максимальна – 19,44 °C, а середня мінімальна – -5,39 °C. Середня річна кількість опадів – 1379 мм.
| Клімат поселення                              | Клімат поселення | Клімат поселення | Клімат поселення | Клімат поселення | Клімат поселення | Клімат поселення | Клімат поселення | Клімат поселення | Клімат поселення | Клімат поселення | Клімат поселення | Клімат поселення | Клімат поселення |
| Показник                                      | Січ.             | Лют.             | Бер.             | Квіт.            | Трав.            | Черв.            | Лип.             | Серп.            | Вер.             | Жовт.            | Лист.            | Груд.            |                  |
| Середній максимум, °C                         | 3,91             | 4,10             | 6,23             | 9,93             | 14,94            | 18,42            | 19,44            | 19,17            | 15,38            | 11,34            | 6,62             | 3,88             |                  |
| Середня температура, °C                       | −0,73            | −0,56            | 1,58             | 5,29             | 10,30            | 13,77            | 15,98            | 15,74            | 11,94            | 7,92             | 3,19             | 0,46             |                  |
| Середній мінімум, °C                          | −5,39            | −5,19            | −3,07            | 0,64             | 5,65             | 9,12             | 12,55            | 12,29            | 8,50             | 4,48             | −0,25            | −2,99            |                  |
| Норма опадів, мм                              | 103              | 103              | 105              | 116              | 99               | 99               | 60               | 84               | 133              | 155              | 178              | 144              |                  |
| Середньомісячна швидкість вітру, м/с          | 4.18             | 4.26             | 4.16             | 3.81             | 3.43             | 3.19             | 3.08             | 3.03             | 3.47             | 3.88             | 4.44             | 4.64             |                  |
| Середньомісячна сонячна радіація, кДж/м²·день | 4761             | 7435             | 10849            | 15316            | 19378            | 21190            | 23080            | 19852            | 14599            | 9507             | 5094             | 3908             |                  |
| --------------------------------------------- | ---------------- | ---------------- | ---------------- | ---------------- | ---------------- | ---------------- | ---------------- | ---------------- | ---------------- | ---------------- | ---------------- | ---------------- | ---------------- |
| Джерело:                                      |                  |                  |                  |                  |                  |                  |                  |                  |                  |                  |                  |                  |                  |